# Auguste Bourgoin
Pour les articles homonymes, voir Bourgoin.
Auguste Bourgoin, né le 24 décembre 1799 à Nantes et mort le 1er mai 1869 à Pondichéry, est un homme politique français.

## Biographie
Auguste Bourgoin est le fils de Pierre Bourgoin et de Marie Chamajoux. Il épouse Angelina Tardivel.
Collecteur à Pondichéry, il devint ensuite commissaire de la Marine. Inspecteur colonial à Karikal, il devient par la suite négociant.
Il est élu, le 31 janvier 1849, représentant suppléant à l'Assemblée constituante par les Établissements français de l'Inde. Le titulaire était Adolphe Le Cour de Grandmaison, qui, admis après vérification de ses pouvoirs, le 24 avril 1849, donna presque aussitôt sa démission. Bourgoin se trouva désigné pour siéger à sa place.